# Guillermo Álvaro Ortiz Carrillo
Guillermo Álvaro Ortiz Carrillo (* 10. Dezember 1924 in Fosca; † 24. Februar 2000) war ein kolumbianischer römisch-katholischer Geistlicher und Bischof von Garagoa.

## Leben
Guillermo Álvaro Ortiz Carrillo empfing am 6. Dezember 1953 das Sakrament der Priesterweihe für das Erzbistum Bogotá.
Am 3. Mai 1986 ernannte ihn Papst Johannes Paul II. zum Titularbischof von Pauzera und zum Weihbischof in Bogotá. Der Erzbischof von Bogotá, Mario Revollo Bravo, spendete ihm am 13. Juni desselben Jahres in Bogotá die Bischofsweihe; Mitkonsekratoren waren der Bischof von Montería, Ramón Darío Molina Jaramillo OFM, und der Weihbischof in Bogotá, Jorge Ardila Serrano.
Papst Johannes Paul II. bestellte ihn am 16. Februar 1989 zum Koadjutorbischof von Garagoa. Am 27. Dezember desselben Jahres wurde Guillermo Álvaro Ortiz Carrillo in Nachfolge des verstorbenen Juan Eliseo Mojica Oliveros Bischof von Garagoa.